# Lennart Tellfelt
Lennart Gösta Tellfelt, född 24 maj 1926 i Matteus församling, Stockholm, död 19 november 1991 i Ununge församling, Stockholms län, var en svensk skådespelare.

## Filmografi (urval)
- 1970 – En kärlekshistoria
- 1974 – Storgubbarnas bestämmelse